# 26622 Maxwimberley
26622 Maxwimberley è un asteroide della fascia principale. Scoperto nel 2000, presenta un'orbita caratterizzata da un semiasse maggiore pari a 2,6160586 UA e da un'eccentricità di 0,1142765, inclinata di 2,37951° rispetto all'eclittica.